# Service fédéral des pensions
Pour un article plus général, voir Sécurité sociale.
En Belgique, le service fédéral des pensions (SFP) (en néerlandais : FPD = Federale Pensioendienst, en allemand : FPD = Föderaler Pensionsdienst) est une institution publique de sécurité sociale calculant et payant les retraites. Les retraites sont communément appelées pensions en Belgique et les retraités sont des pensionnés.

## Historique
L'office national des pensions pour ouvriers (ONPO) et la caisse nationale des pensions pour employés (CNPE) fusionnent en 1967 pour former l'office national des pensions pour travailleurs salariés (ONPTS). Ce nouvel organisme s'occupe aussi du calcul des pensions des ouvriers mineurs de fond et de surface ainsi que des marins. Cette administration prend place à la Tour du Midi, la plus haute tour de Bruxelles et de Belgique (150 m) dès 1967. Des bureaux régionaux sont aussi créés dans 13 villes de Belgique.
Le 1er avril 1987, l'office national des pensions pour travailleurs salariés, l'organisme calculant les pensions, fusionne avec la caisse nationale de paiement de retraite et de survie (CNPRS), l'organisme de paiement des pensions déjà présent à la Tour du Midi formant ainsi l'office national des pensions (ONP).
Le 1er avril 2016, l’office national des pensions (ONP) est transformé en service fédéral des pensions (SFP) pour refléter l’élargissement de ses compétences aux autres régimes de pensions, principalement des pensions pour les fonctionnaires qui étaient précédemment traitées par le service des pensions du secteur public (SdPSP) dépendant jusque là du service public fédéral Finances.

## Missions du SFP
Le SFP a pour mission le calcul et le paiement des pensions de retraite, de survie (pour veuf ou veuve), de conjoint divorcé ou séparé des travailleurs salariés et de certains fonctionnaires ayant travaillé en Belgique. Il paie aussi les différentes pensions des travailleurs indépendants mais ne les calcule pas. C'est l'institut national d'assurances sociales pour travailleurs indépendants (INASTI) qui s'occupe du calcul.
En outre, le SFP calcule et paie aussi les garanties de revenu aux personnes âgées (GRAPA) : des compléments destinés aux personnes ayant atteint l'âge légal de la pension (actuellement 66 ans) et ne bénéficiant pas d'une pension minimale ni de ressources suffisantes.
Une autre mission du SFP est l'information aux pensionnés et futurs pensionnés par téléphone, par internet ou par la réception à la Tour du Midi, dans un bureau régional ou lors de permanences appelées pointpension organisées régulièrement dans plus de 200 communes du pays.

## Implantations
En plus de la Tour du Midi à Bruxelles, le SFP possède des bureaux régionaux en région wallonne à Arlon, Charleroi, Liège, Malmedy, Mons, Mouscron et Namur et en région flamande à Anvers, Bruges, Courtrai, Gand, Hasselt et Turnhout.

## En chiffres
Chaque année, le SFP verse plus de 60 milliards d’euros à 2 500 000 pensionnés soit à plus d'une personne sur cinq en Belgique, 880 000 citoyens contactent l'organisme par téléphone, 174 000 se rendent dans un des bureaux ou pointpension et 170 000 envoient des lettres ou des mails.
En 2018, près de 177 000 personnes ont été admises à la pension dont 70,3 % de salariés, 17,5 d'indépendants et 12,2 de fonctionnaires.
Le SFP emploie environ 2 800 agents fédéraux. Le recrutement au sein du SFP se fait via Travaillerpour.be.

## Ministres des pensions depuis 1978
- Alfred Califice (PSC) : 1978-1980
- Herman De Croo (PVV) : 1980
- Pierre Mainil (PSC) : 1980-1988
- Alain Van der Biest (PS) : 1988-1990
- Gilbert Mottard (PS) : 1990-1992
- Freddy Willockx (SP) : 1992-1994
- Marcel Colla (SP) : 1994-1999
- Frank Vandenbroucke (SP.A) : 1999-2004
- Bruno Tobback (SP.A) : 2004-2007
- Christian Dupont (PS) : 2007-2008
- Marie Arena (PS) : 2008-2009
- Michel Daerden (PS) : 2009-2011
- Vincent Van Quickenborne (Open VLD) : 2011-2012
- Alexander De Croo (Open VLD) : 2012-2014
- Daniel Bacquelaine (MR) : 2014-2020
- Karine Lalieux (PS) : 2020-2025
- Jan Jambon (N-VA) : 2025-